# Festival d’Aix-en-Provence

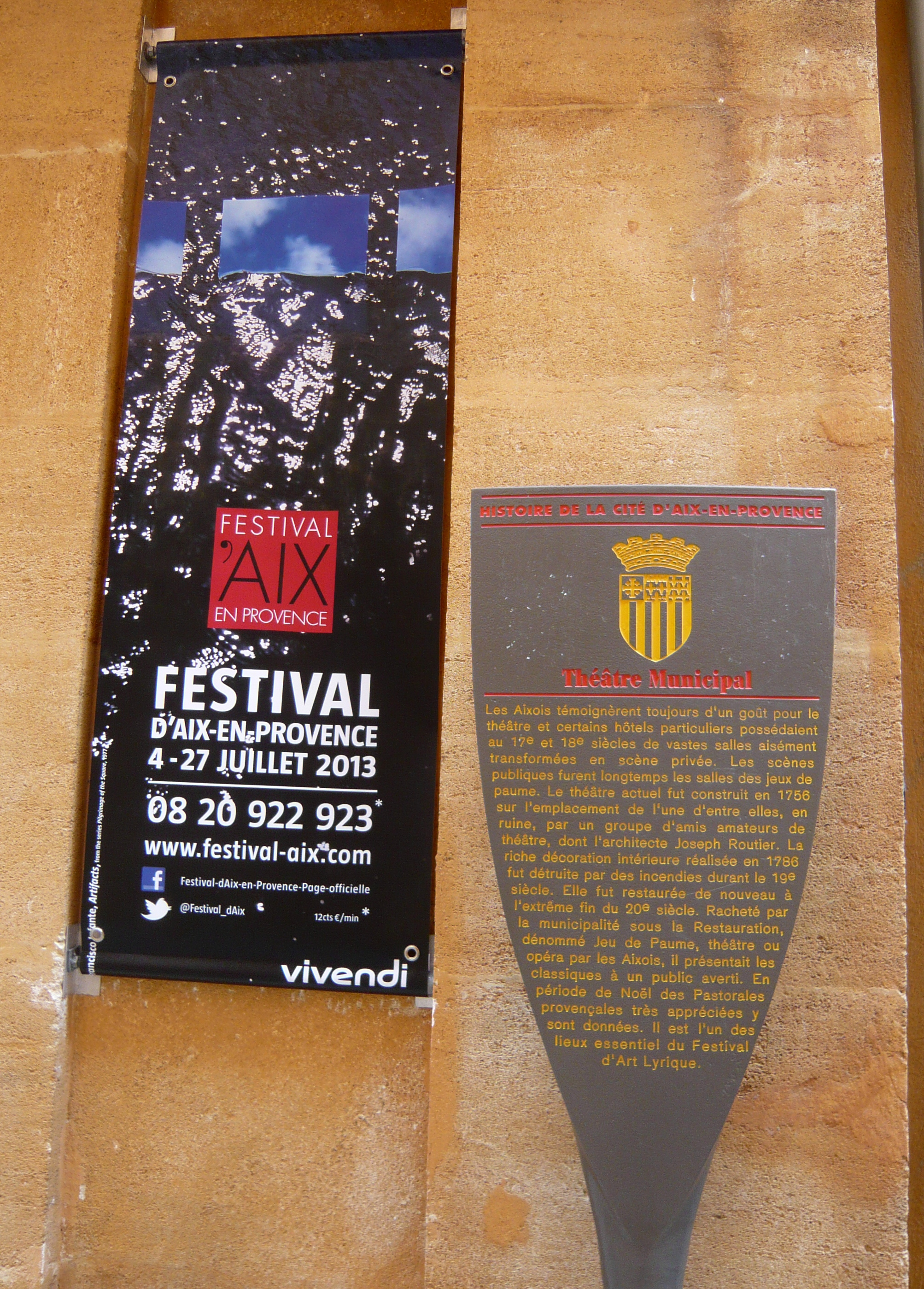
Plakat des Festival d’Aix-en-Provence, 2013

Das Festival d’Aix-en-Provence (vollständiger französischer Name Festival international d’art lyrique d’Aix-en-Provence) ist ein internationales Musikfestival, das jedes Jahr im Sommer in Aix-en-Provence stattfindet. Es wurde 1948 als Fest der Oper und der klassischen Musik gegründet und ist eines der großen europäischen Musikfestspiele mit einem besonderen Verhältnis zu den Opern von Mozart. Die Aufführungen werden unter anderem unter freiem Himmel im Hof des ehemaligen Erzbischofpalastes gezeigt.

## Geschichte
Das Sommerfestspiel wurde 1948 von Gabriel Dussurget ins Leben gerufen, der die musikalischen Aktivitäten in der Region von Marseille fördern wollte. Das neue Festspiel sollte ganz im Zeichen Mozarts stehen:

„Depuis l’évocation d’Aix, une œuvre lyrique chantait dans ma tête. Fiordiligi et Dorabella descendaient comme de légers fantômes le cours Mirabeau, et Mozart me vint aux lèvres.“

„Als ich mir Aix vorstellte, kam mir ein Operngesang in den Sinn. Fiordiligi und Dorabella liefen, beschwingten Geistern gleich, den Cours Mirabeau hinab und Mozart lag mir auf den Lippen.“

So wurde im Gründungsjahr die Oper Così fan tutte im Hof des Erzbischöflichen Palais, des Théâtre de l’Archevêché, aufgeführt mit einem Bühnenbild von Georges Wakhevitch und unter der musikalischen Leitung von Hans Rosbaud vom Orchester des Südwestfunks Baden-Baden. Etwa zehn Konzerte und Vorstellungen wurden ebenfalls in Archevêché, in der Kathedrale Saint-Sauveur (eine Krönungsmesse mit der jungen Maria Stader) und anderen Orten in der Stadt gegeben. Im Jahre 1949 wurde Don Giovanni mit großem Erfolg und mit dem Bühnenbild des Künstlers und Werbegraphikers Cassandre aufgeführt. Der Spielplan wurde auf drei Opern pro Festspiel festgelegt, davon zwei von Mozart und eine dritte aus dem barocken oder dem zeitgenössischen Repertoire.
Im Jahre 1974 wurde Bernard Lefort Festspielleiter. Er öffnete die Festspiele dem italienischen Belcanto mit Opern von Donizetti, Rossini, Bellini und anderen.
Ihm folgte im Jahre 1982 Louis Erlo, ehemaliger Leiter der Opéra de Lyon und des Opéra-Studio. Auf den Spielplan kamen Barockopern unter anderem von Purcell, Gluck, Lully, Campra und Rameau.
Im Jahre 1998 übernahm Stéphane Lissner, ehemaliger Direktor des Théâtre du Châtelet (La Monnaie), die Leitung der Festspiele. Er setzte einen Don Giovanni in einer viel beachteten Inszenierung von Peter Brook auf den Spielplan. Die musikalische Leitung hatten Claudio Abbado und sein junger Schüler Daniel Harding mit dem Mahler Chamber Orchestra. Er lud Regisseure wie Pina Bausch, Patrice Chéreau, Jérôme Deschamps und Macha Makeïeff ein und ließ zeitgenössische Opern wie Le Balcon von Péter Eötvös aufführen.
Für die Spielzeit von 2006 bis 2009 wurde in Koproduktion mit den Osterfestspielen von Salzburg der Ring von Richard Wagner in der Inszenierung von Stéphane Braunschweig aufgeführt. Die musikalische Leitung hatte Simon Rattle mit dem Berliner Philharmonischen Orchester. Die Opern wurden in Aix-en-Provence im Juli vorgestellt und im folgenden Frühjahr in Salzburg wieder aufgenommen.
Seit 2019 hat Pierre Audi, ehemaliger Direktor der De Nationale Opera, die Leitung der Festspiele inne. Das Festival verfügte 2019 über ein Budget von rund 22 Millionen Euro, davon waren rund 8 Millionen staatliche und kommunale Subventionen, mehr als 60 % finanzierte es mittels Ticketeinnahmen und Sponsorengeldern selbst.
Das Festival ist Gründungsmitglied der European Festivals Association.

## Liste der Festspielleiter
- 1947–1974: Gabriel Dussurget
- 1974–1982: Bernard Lefort
- 1982–1996: Louis Erlo
- 1998–2006: Stéphane Lissner
- 2007–2018: Bernard Foccroulle
- Seit 2019: Pierre Audi

## Orte der Aufführungen
Das Herz der Festspiele ist der Hof des ehemaligen Erzbischofpalastes. Die Aufführungen finden hier unter freiem Himmel am späten Abend statt. Die ursprünglich kleine Bühne von etwa sieben Meter Tiefe und zwölf Meter Breite hat den eigenen Charakter des Festspiels geprägt. Der Hof ist später mit Sitzreihen und einer Bühnenöffnung (Portal) eingerichtet worden.
Die Konzerte und Aufführungen finden vielerorts in der Stadt verteilt statt: am Place des Quatre Dauphins, am Place des Cardeurs, am Fuße des Bergs Sainte-Victoire und seit Juni 2007 auch im eigens für diesen Zweck erbauten Grand Théâtre de Provence. Im Jahr 2022 wird das vom Architekten Rudy Ricciotti 1994 erbaute Stadium de Vitrolles wieder bespielt. 

## Auszeichnungen
- International Opera Award 2014, Festival des Jahres
- Birgit-Nilsson-Preis 2025